# Agilizaur
Agilizaur (Agilisaurus) – rodzaj ptasiomiednicznego dinozaura pochodzącego ze środkowej jury z terenów obecnej wschodniej Azji.

## Nazwa
Nazwa rodzajowa pochodzi od łacinskiego przymiotnika agilis oznaczającego "zwinny" i greckiego sauros oznaczającego "jaszczura". W rezultacie oznacza ona "zwinny jaszczur" i odnosi się do zwinności tego zwierzęcia sugerowanej przez jego lekki szkielet i długie nogi. Jego piszczel była dłuższa niż kość udowa, co oznacza, że był to niezmiernie szybki dwunożny biegacz, używający długiego ogona do utrzymania równowagi. Skubiąc roślinność zwierzę opierało się jednak na wszystkich swoich 4 kończynach.
Epitet gatunkowy jedynego gatunku, A. louderbacki, pochodzi od doktora George'a Louderbacka, amerykańskiego geologa, który jako pierwszy rozpoznał szczątki dinozaura z chińskiej prowincji Syczuan w 1915. Obie nazwy, rodzajową i gatunkową, nadał szybko chiński paleontolog Peng Guangzhou w 1990, dokładniejszego opisu dokonał w 1992.

## Odkrycie
Pojedynczy kompletny szkielet jedynego znanego gatunku w tym rodzaju jest należy do najbardziej kompletnych małych ptasiomiednicznych, jakie kiedykolwiek odnaleziono. Brakuje tylko kilku części lewej przedniej łapy, ale możliwa jest w takim przypadku rekonstrukcja na podstawie prawej, zachowanej części ciała.
Szkielet ten został właściwie odkryty podczas składania w Muzeum Dinozaurów w Zigong, gdzie jest obecnie wystawiany. Muzeum to prezentuje wiele prehistorycznych zwierząt ze sławnego kamieniołomu Dashpangu poza miastem Zigong w prowincji Syczuan, oprócz agilizaura także: siuanhanozaur, szunozaur i huajangozaur. Występują w nim osady z dolnej formacji Shaximiao, która pochodzi z batonu i keloweju w środkowej jurze, od 168 do 161 milionów lat temu.

## Taksonomia

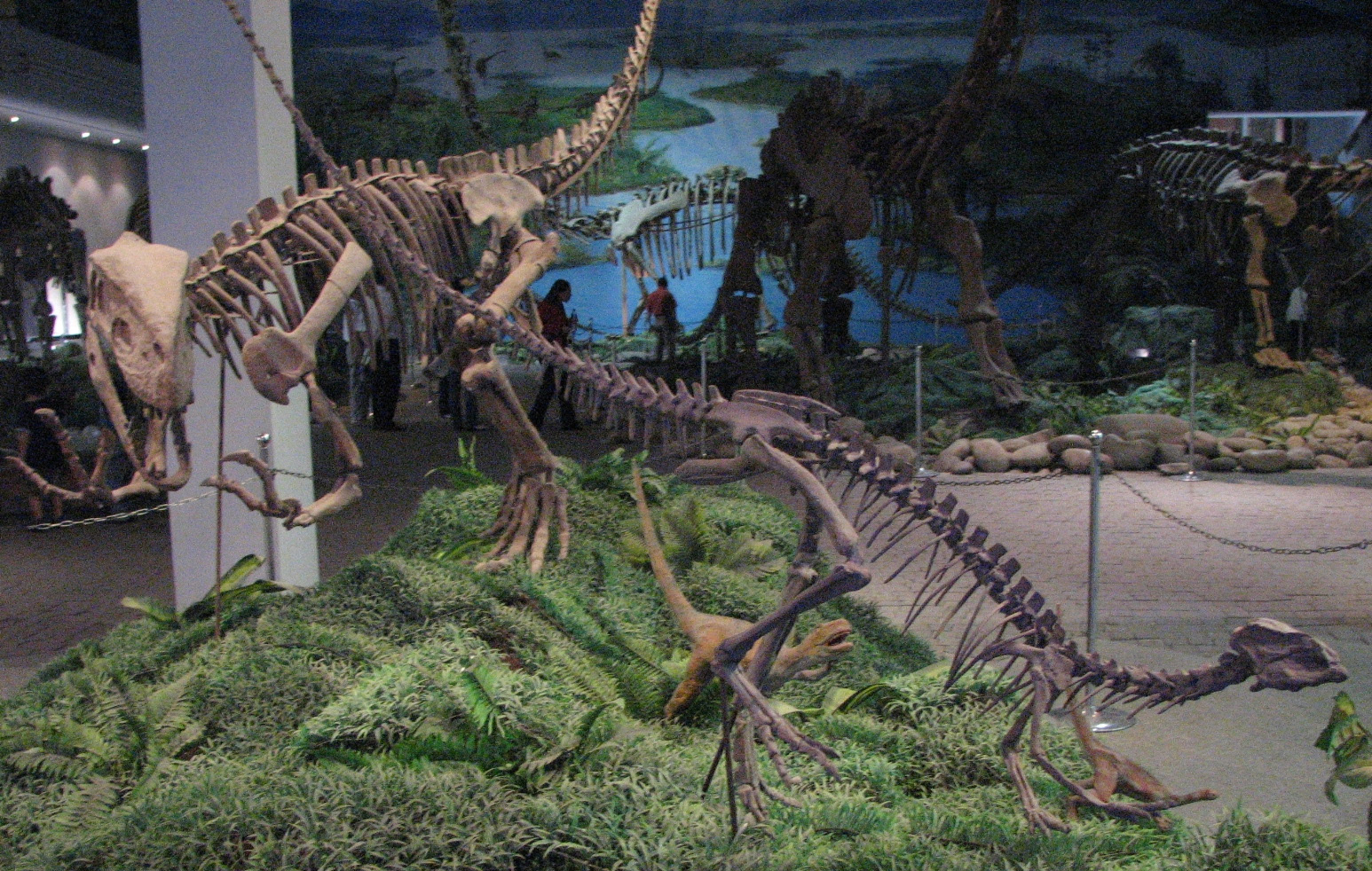
Zrekonstrułowany szkielet Agilisaurus po prawej, w Muzeum Zigong.

Pomimo prawie kompletnego szkieletu agilizaur były umieszczany w wielu różnych miejscach drzewa ptasiomiednicznych. Pierwotnie umieszczano go w rodzinie fabrozaurów, co nie jest już uznawane przez większość paleontologów.
Kilka niedawnych badań, w tym analizy kladystyczne, ukazało agilizaura jako najbardziej bazalnego (prymitywnego) członka grupy Euornithopoda, która obejmuje wszystkie ornitopody mniej pierwotne niż heterodontozaury.
Jednak heterodontozaury nie są jednogłośnie uznawane za ornitopody i bywały posądzane o bliższe pokrewieństwo z podrzędem marginocefali, obejmującym ceratopsy i pachycefalozaury. Jedna z dzisiejszych analiz kladystycznych umieszcza nawet agilizaura bazalnie w stosunku do heterodontozaurów w odgałęzieniu prowadzącym do marginocefali.
Oprócz tego "zwinnego jaszczura" umieszczano także w innych miejscach, np. w pierwotnych ptasiomiednicznych, przodkach i ornitopodów, i marginocefali. W analizie Butlera i in. (2008) agilizaur jest taksonem siostrzanym do kladu obejmującego hexinlusaurusa, otnielię i cerapody.

### Drugi gatunek?
Peng opisał też znaleziony w tym samym kamieniołomie 2. gatunek agilizaura, który wcześniej znany była jako Yandusaurus multidens. Ponieważ gatunek ten nie należał do rodzaju Yandusaurus i z powodu podobieństw do A. louderbacki został on opisany jako A. multidens.
Inni naukowcy nie dali się przekonać, że gatunek należy do któregoś z tych rodzajów i w 2005 po raz kolejny go przemianowali, tym razem do nowo stworzonego rodzaju. Obecnie znamy go więc pod nazwą Hexinlusaurus multidens (Barrett et al. 2005). Kilka następnych badań zgadzało się, że rodzaj jest bardziej rozwinięty niż agilizaur.

## Pożywienie i wielkość
Zwierzę było niewielkim roślinożercą, mierzącym 1,2 m długości, wysokości ok. 60 cm i masie ok. 40 kg. Jak wszystkie dinozaury ptasiomiedniczne, posiadało dziobopodobny narząd na końcach górnej i dolnej szczęki, pomocny w pożywianiu się roślinami.